# Nephrocerus paektusanensis
Nephrocerus paektusanensis är en tvåvingeart som beskrevs av Kozanek och Kae Kyoung Kwon 1992. Nephrocerus paektusanensis ingår i släktet Nephrocerus och familjen ögonflugor. Inga underarter finns listade i Catalogue of Life.